# Momma
Momma var en vitt förgrenad industriidkarsläkt, på 1500-talet bosatt i Aachen och dess närhet, där medlemmar av densamma ägnade sig åt bergsbruk och tidigt övergick till protestantismen. Därifrån utbredde den sig till bland annat Nederländerna, England, Tyskland och Sverige. 
Den förste kände medlemmen i släkten var kopparslagaåldermannen i Aachen Wilhelm Momma (född 1543). Han var far till kommarmästaren och räntmästaren Volquin Momma (död 1631–1635), vars söner Guilliaem Momma (död 1666), Volquin Momma (1614–1679) och Matthias Momma (död 1682) var verksamma i Amsterdam som köpmän. De anger sig vara kusiner till de första i Sverige verksamma bröderna. Matthias Momma vistades på 1650-talet tidvis i Sverige och var långivare till Svenska kronan. 
En Heinrich Momma (död 1668 eller senare) som var köpman i Hamburg var troligen son till Volquin Momma den äldre, och hade även han affärsförbindelser och korrespondens med den svenska grenen av Mommasläkten.
Volquin Momma den äldre var bror till Willem Momma (död omkring 1631) vilken var kopparmästare i Aachen. Hans söner Willem, Abraham, Jakob och Niclas Momma, inflyttade på 1640-talet till Sverige och ägnade sig åt handel och en bruksdrift, som blev en av landets mest betydelsefulla. De hade privilegier till bergsbruket i Masugnsbyn och Svappavaara och gick även i kompaniskap med Arendt Grape som 1646 erhållit privilegium på bergsrörelse i Torne lappmark och anlagt Kengis bruk.
Willem, död 1681 (begravd 1681-07-23 i Bergshammar), inrättade ett mässingsbruk i Nyköping 1646 och ägde även Hargs och Skeppsta bruk i Södermanland. Han var innehavare av Väderbrunn men förlorade senare sin förmögenhet. Abraham (1623–1690) och Jakob (1625–1678) adlades 1669 med namnet Reenstierna. Peter Momma (1711–1772) var sonsons son till Willem Momma.